# Kid de Blits
Jasper Julian Fernandez Iglesias Elshof (Schiedam, 10 mei 1991), beter bekend als Kid de Blits is een Nederlands rapper. Na een contract bij Nouveau Riche bracht hij muziek uit bij Top Notch. Kid staat bekend als een lid van de muzikale Rotterdamse vriendengroep Lefensmannen.

## Biografie
Jasper Iglesias werd geboren en groeide op in Schiedam. Onder invloed van DHC raakte hij geïnspireerd om ook te rappen. Amerikaanse cultrappers Soulja Boy en Lil B beïnvloedden dan weer zijn kenmerkende off-beat rapstijl. Zijn artiestennaam is een (jeugdige) ode aan een disco in Schiedam.
Kid trad voor het eerst op de voorgrond met het collectief Jupiterbwois (voorheen Jupiternegers) aan de zijde van Ronnie Flex en MaxiMilli, met wie hij samenwoonde in Crooswijk en studeerde aan de Zadkine Popacademie. Naarmate de groep zich uitbreidde met verschillende andere jongens uit het Rotterdamse tot de Lefensmannenclan, LMC, betrok Kid samen met Mafe een pand in Schiedam dat later bekend zou staan als de Safehouse.
Na verschillende YouTubereleases onder het Lefensmannencollectief kwam hij na zijn solotrack Baden in Verderf in contact met Boaz van de Beatz, met wie hij een langdurige samenwerking aanging en uiteindelijk ook tekende bij diens label Nouveau Riche. Eind 2012 stond hij met Ronnie Flex en Bokoesam op de remix van Nooit Meer Slapen, een productie van Boaz voor EDM/trap-outfit Yellow Claw. Achtereenvolgens releasede hij videoclips voor de eveneens Boaz-geproducete singles Uit De Noordzee, Benzine, Brief en Val In Je Huis en deed hij een sessie in het programma 101Barz. Verder deed hij met LMC een zomersessie als opstap voor een gezamenlijke tour door Nederland met tracks als In Pak en Ho's Naar Buiten in het najaar van 2013.
Na enkele jaren van relatieve stilte rondom Iglesias bracht hij in juni 2016 de single Safehouse uit onder platenlabel Top Notch. Een gelijknamige ep volgde in november met gastbijdragen van Lefensmannen als Ronnie Flex en Cartiez, maar ook met andere muzikale vrienden als Murda en Idaly. De ep markeerde een stap opzij van de happy hardcore-meets-trap-stijl die hem kenmerkte bij Nouveau Riche en laat op producties van Jack $hirak en p.APE een meer volwassen Kid horen, zonder zijn abstracte, speelse karakter te verliezen.
Begin 2019 volgde een nieuwe ep onder Top Notch. Dit project telt 12 nieuwe tracks met o.a. Sjaak, Polska  en Bokoesam. De leadsingle, Gucci Bandana met Jacin Trill, behaalde meer dan 1 miljoen YouTubeweergaven en bijna 2,5 miljoen streams op Spotify. Na enkele promotiesingles als independent artiest en een mini-docu bracht Kid in september van datzelfde jaar een mixtape uit met mede-Lefensman-en ADF-lid Cartiez: DSL (Dirty Sprite Light). De tape heeft een trappy sound, wordt gehost door jeugdvrienden Monica Geuze en Ronnie Flex, en aaneengemixt door de Amsterdamse Dj Abstract. Ook werd in 2020 een vervolg op deze mixtape aangekondigd. Wie op deze mixtape zal verschijnen of hem zal mixen is nog niet bekend. Wel is het zeker dat Kid De Blits en Cartiez erop zullen verschijnen.

## Discografie

### Mixtape
- DSL, 2019

### Studioalbums
- Safehouse, 2016
- Iglesias, 2019